# مردم باناوا
مردم باناوا قومیتی سرخ‌پوست هستند که در آمازوناس برزیل زندگی می‌کنند. محدوده آنان در طول رودخانه باناوا می‌باشد. ناحیه مسکونی آنان میان رودهای جوروآ و پوروس واقع است. جمعیت این قوم ۱۵۸ نفر می‌باشد که در یک دهکده اصلی و دو روستای کوچک زندگی می‌کنند. مردم باناوا به زبان جامامادی تکلم می‌کنند.

## تاریخچه
در اواخر قرن ۱۹ میلادی زمین‌های مردم باناوا بدست دولت مصادره گردید اما در دهه ۱۹۹۰ برزیل رسماً این زمین‌ها را به قوم باناوا بازگرداند.